# Thomas Grey (1384-1415)
Pour les articles homonymes, voir Thomas Grey.
Thomas Grey de Heton (30 novembre 1384 – 2 août 1415) est un noble anglais. Il est exécuté pour sa participation au complot de Southampton contre le roi Henri V.

## Biographie
Grey est le fils aîné de Thomas Grey et de Jeanne Mowbray, sœur du duc de Norfolk. Il a pour grand-père paternel le chroniqueur Thomas Grey, auteur de la Scalacronica.
Le 29 septembre 1399, le père de Grey est choisi par Henry Bolingbroke pour assister à l'abdication du roi Richard II. Il meurt l'année suivante. Bolingbroke, devenu le roi Henri IV, prend en charge le jeune Thomas.
En mai 1408, il entre au service du prince de Galles et héritier du trône Henri de Monmouth. La même année, il épouse Alice Neville, une des filles du comte de Westmorland. Elle lui donne quatre fils et quatre filles dont Thomas (1404-1426), qui épouse Isabelle, la fille de Richard de Conisburgh et d'Anne Mortimer.

### Le complot de Southampton
Grey est un des participants du complot de Southampton, mené par Richard de Conisburgh, contre le roi Henri V d'Angleterre dans le but de le remplacer par Edmond Mortimer, 5e comte de March. Mortimer informa Henri V du complot le 31 juillet 1415, affirmant qu'il venait juste d'en prendre connaissance. Grey et ses complices furent immédiatement arrêtés.
Le procès se tint à Southampton, là où se trouve actuellement le pub Red Lion. Les conjurés furent accusés de conspiration et de tentative de meurtre contre Henri à Southampton avant son embarquement pour la France. Grey fut décapité le 2 août et ses deux complices trois jours plus tard.